# Énergie en Islande
Vous lisez un « bon article » labellisé en 2010.
Les ressources énergétiques de l'Islande, État insulaire, sont importantes du fait de sa géologie unique et de son hydrographie abondante. Grâce à celles-ci, 81,4 % de la consommation d'énergie primaire totale du pays provenait d'énergies renouvelables en 2018 : géothermie 61,8 %, énergie hydraulique 19,3 % et agrocarburants 0,3 %. Les combustibles fossiles ne contribuaient que pour 18,6 % (principalement le pétrole : 16,8 %). Au niveau de la consommation finale d'énergie, la part des combustibles fossiles est plus élevée : 23,1 % ; la part de l'électricité, entièrement produite à partir d'énergies renouvelables (hydroélectricité 69,7 %, géothermie 30,3 %) est de 51,8 %, celle de la chaleur de réseau, provenant à 97 % de la géothermie, est de 21,7 % et celle des énergies renouvelables en utilisation directe (surtout géothermie) de 3,4 %.
Mais les consommations émettrices de gaz à effet de serre, bien que minoritaires, suffisaient à amener les émissions de CO2 de l'Islande à un niveau légèrement supérieur à la moyenne européenne en 2017 ; ces émissions incombent pour l'essentiel au secteur des transports, dont les consommations de carburants se répartissent en 41 % pour l'aviation, 30 % pour les transports routiers, 17 % pour la pêche et 9 % pour les transports maritimes. Le développement des véhicules électrifiés (électriques purs et hybrides rechargeables), dont la part de marché atteint 25 % en 2019, apporte un début de solution.
Le principal usage de l'énergie géothermique est le chauffage, la chaleur étant distribuée aux bâtiments grâce à un important réseau de chaleur. L'hydroélectricité représente la majeure partie de la production électrique. La plupart des centrales hydroélectriques sont détenues par Landsvirkjun, la compagnie nationale d'énergie, qui est le principal fournisseur électrique en Islande.
Le potentiel énergétique de l'Islande est bien supérieur aux besoins de sa population de 340 000 habitants. Or, l'Islande étant une île, située à plusieurs centaines de kilomètres des terres les plus proches, son électricité ne peut être exportée. Ceci a conduit le pays à attirer des industries à forte consommation énergétique sur son territoire, de telle sorte que ces industries représentent de nos jours 82 % de la consommation électrique.

## Ressources énergétiques
La consommation d'énergie primaire du pays en 2018 provenait pour 81,4 % d'énergies renouvelables autochtones (géothermie 61,8 %, énergie hydraulique 19,3 %, agrocarburants 0,3 %) et pour 18,6 %  de combustibles fossiles importés (pétrole : 16,8 %, charbon : 1,8 %).
Après transformation en énergie secondaire (électricité, chaleur de réseau), la consommation finale d'énergie s'élève en 2017 à 2 969 ktep et se répartit en 51,8 % d'électricité, 21,7 % de chaleur de réseau, 23,1 % de combustibles fossiles (produits pétroliers 19,7 %, charbon 3,5 %) et 3,4 % d'utilisation directe des énergies renouvelables (géothermie 2,7 %, biomasse-déchets 0,6 %) ; au total, les énergies renouvelables représentent 76,9 % et les combustibles fossiles 23,1 %.

### Sources chaudes

Le système volcanique islandais

La géologie unique de l'Islande offre un grand potentiel pour la production d'énergies renouvelables. L'Islande est située sur la dorsale médio-atlantique et à l'aplomb d'une remontée d'un panache de manteau. La combinaison de ces deux volcanismes fait de l'île l'une des zones tectoniques les plus actives du monde ; plus de 200 volcans y sont d'ailleurs dénombrés. Le gradient géothermique en Islande est, de ce fait, très élevé, atteignant plus de 150 °C km−1 au niveau de la zone la plus active, sur un axe sud-ouest nord-est, alors que la valeur est autour de 25 à 30 °C km−1 dans la plupart des régions du monde. Il y a au moins 20 zones où la température est supérieure à 250 °C à moins de 1 km de profondeur et plus de 250 où la température est supérieure à 150 °C à moins de 1 km de profondeur.
Les précipitations, importantes en Islande, s'infiltrant dans le sol jusqu'à une profondeur de 1 à 3 km, vont alors être chauffées au contact des roches, ce qui va provoquer leur remontée. Ce phénomène explique la présence de plus de 600 sources chaudes situées dans l'ensemble de l'île, ainsi que de nombreux autres phénomènes paravolcaniques, tels que les fameux geysers, des fumerolles et des mares de boues. Ceci permet à l'Islande d'exploiter l'énergie géothermique pour chauffer les bâtiments ou pour produire de l'électricité.

### Hydrologie
Plus de 10 % de l'île est recouverte de glaciers, dont certains (Vatnajökull, Langjökull et Hofsjökull) comptent parmi les plus grands d'Europe. Ces glaciers sont la source de nombreuses rivières glaciaires, dont les plus importantes sont la Þjórsá, la Jökulsá á Fjöllum, la Hvítá, la Skjálfandafljót, la Jökulsá á Brú et la Tungnaá. Elles possèdent un débit relativement important (jusqu'à une centaine de mètres cubes par seconde) dès leur source, à plusieurs centaines de mètres d'altitude. Cette combinaison d'altitude et de débit donne à ces rivières un important potentiel énergétique. Cette combinaison offre aussi à l'Islande de nombreuses cascades, qui figurent parmi les attractions appréciées des touristes, ce qui a entraîné la protection de plusieurs rivières, notamment la Hvítá et la Jökulsá á Fjöllum, et interdit leur exploitation hydroélectrique.

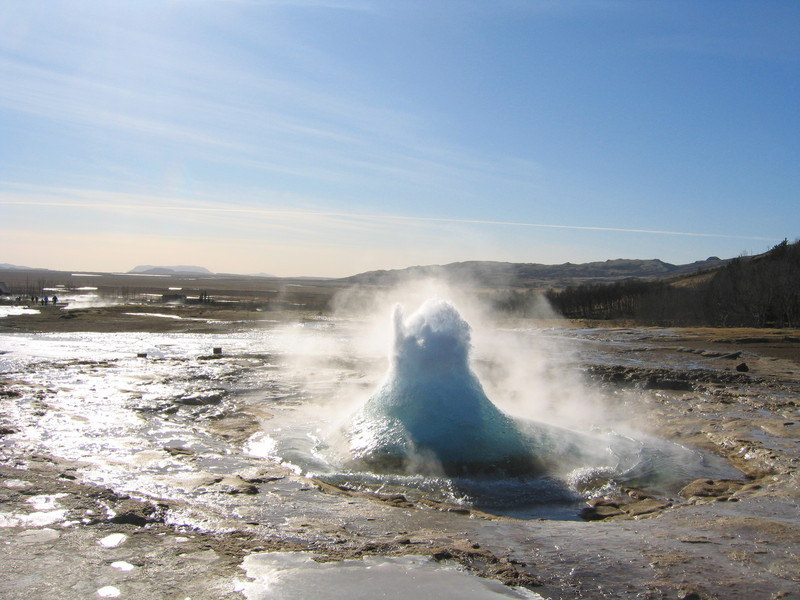
Le geyser Strokkur. Située sur la dorsale médio-atlantique, l'Islande est l'une des zones les plus géologiquement actives sur Terre.
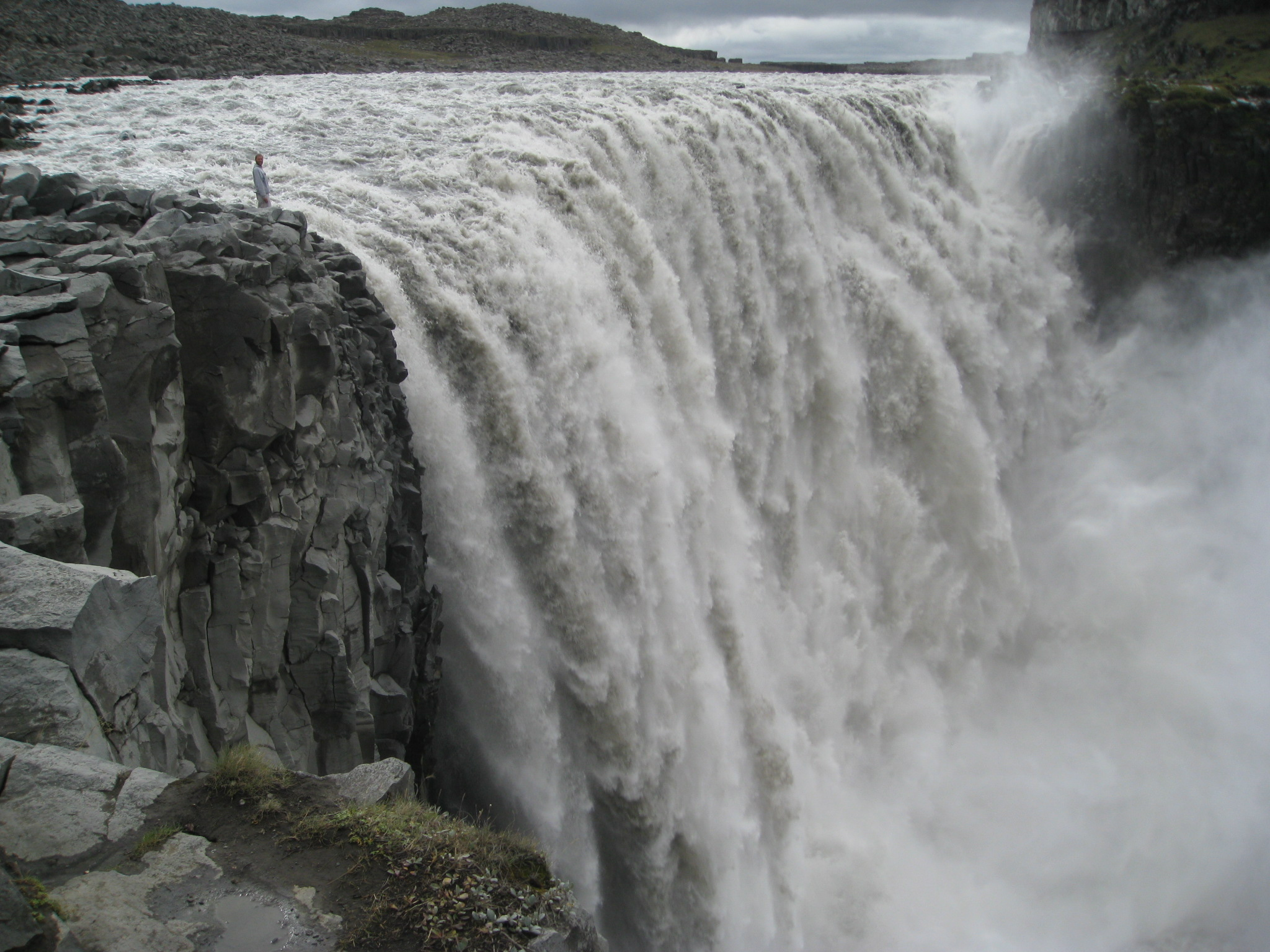
La cascade Dettifoss, sur la Jökulsá á Fjöllum : les rivières islandaises ont un important potentiel énergétique, mais aussi touristique.

### Combustibles fossiles
L'Islande étant une île volcanique relativement récente à l'échelle des temps géologiques, elle ne possède pas de gisements de pétrole ou de charbon. Tous les besoins en hydrocarbures du pays sont donc comblés par l'importation. Cependant, des études géologiques ont révélé que d'importants gisements d'hydrocarbures offshore pourraient exister, en particulier dans la zone de Dreki, située entre l'Islande et l'île Jan Mayen. Ces études s'appuient en particulier sur la grande similarité géologique de cette zone avec les zones à hydrocarbures des pays voisins (Groenland, Norvège et Écosse en particulier), qui se sont séparées lors de l'ouverture de l'océan Atlantique.
Le gouvernement islandais a alors proposé en 2007 des licences d'exploration pétrolière pour attirer les compagnies pétrolières étrangères,. Malgré l'intérêt qu'elles ont porté à l'égard de l'exploration dans la zone, aucune licence n'a été utilisée. Une deuxième série de licences a été proposée en 2011 et le pays a annoncé en janvier 2013 avoir accordé une licence à l'association de Faroe Petroleum (opérateur), Iceland Petroleum et Petoro Islande et une autre à l'association de Valiant Petroleum (opérateur), Kolvetni et Petoro Islande.

## Politique énergétique

### Politique économique

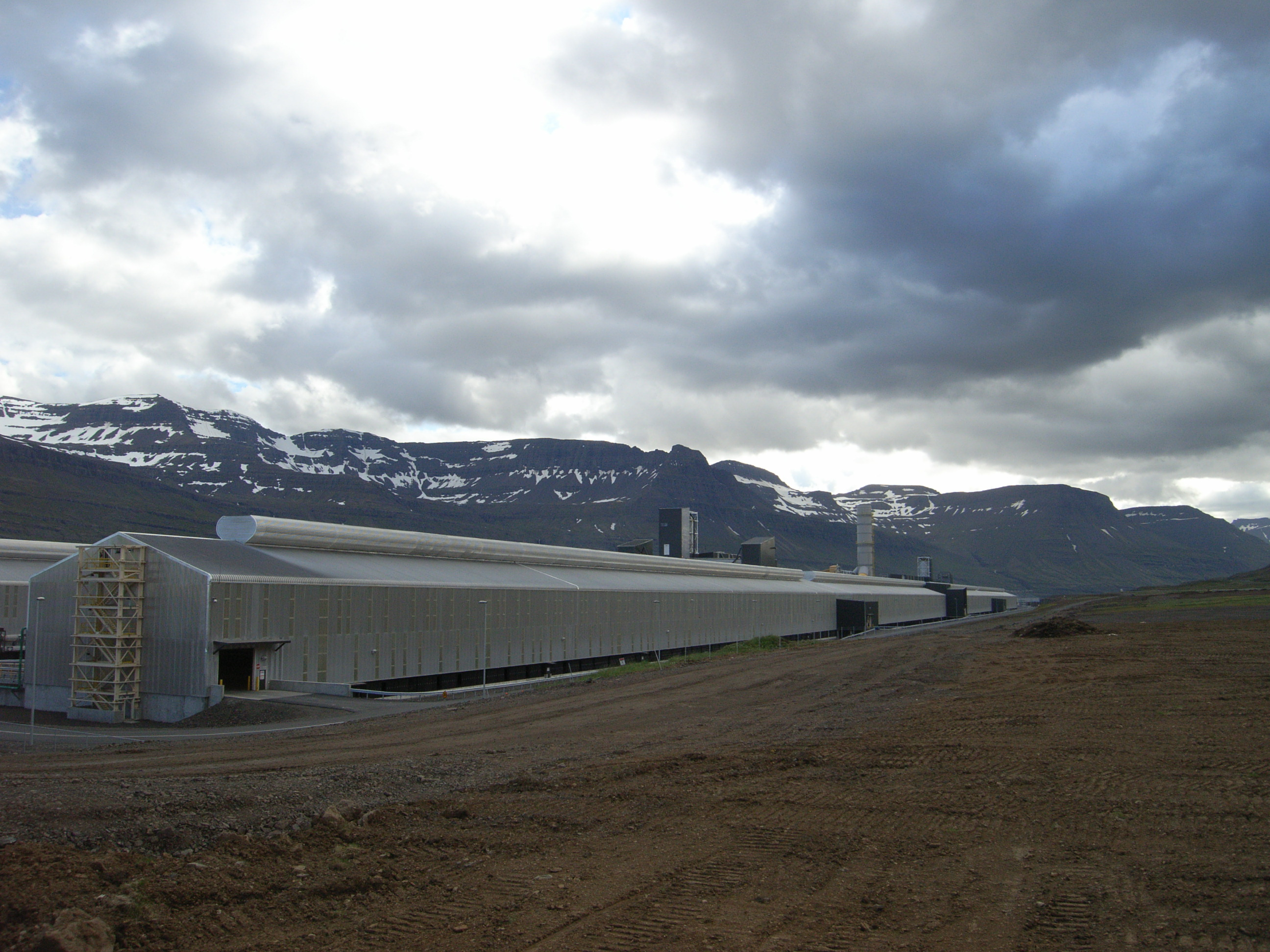
Une usine d'aluminium à Reyðarfjörður

L'Islande possède relativement peu de ressources naturelles. La principale d'entre elles est la quantité importante de poissons autour de ses côtes, qui ont fait de la pêche la principale ressource économique du pays. Cependant, cette ressource est très fluctuante, tout comme les prix du marché, rendant donc l'Islande très vulnérable. Le gouvernement a alors entrepris de diversifier son économie. Conscient de l'important potentiel énergétique du pays, on proposa d'abord de vendre de l'électricité à l'Europe en l'exportant avec un câble sous-marin. Cette idée étant difficile à mettre en œuvre, on choisit plutôt d'attirer sur l'île des industries fortement consommatrices en énergie, en particulier l'industrie de l'aluminium. En 2009, l'aluminium représente 39 % des exportations.

### Objectifs de politique énergétique
L'électricité est à 100 % produite à partir de sources renouvelables, et la géothermie a remplacé le fioul et le charbon pour la chaleur, procurant le chauffage de 90 % des bâtiments, piscines ou serres agricoles. Au total, les renouvelables ont représenté 87 % de l'énergie primaire consommée par l'Islande en 2014. Le pays s'est fixé pour objectif de devenir le premier pays au monde 100 % vert à horizon 2050, en remplaçant le pétrole par les renouvelables dans les transports.

### Éducation et recherche sur les énergies renouvelables
L'Islande consacre un important effort de recherche privé et public aux énergies renouvelables. Plusieurs programmes de formation universitaire sont consacrés à cette question. Les principales universités islandaises conduisent souvent des recherches dans le domaine des énergies renouvelables. L'université d'Islande en particulier est renommée dans la communauté scientifique pour sa recherche dans ce domaine.
Mais il existe aussi des institutions plus spécialisées. RES – The School for Renewable Energy Science, située à Akureyri, propose une maîtrise en sciences d'un an dans le domaine des énergies renouvelables. Le programme est composé de cours intensifs et orienté vers la recherche. Il est mené en partenariat avec l'université d'Islande et l'université d'Akureyri, ainsi qu'avec de nombreux instituts de technologie à travers le monde. En 2009, l'école propose quatre spécialisations : énergie géothermique, pile à combustible et hydrogène, biocarburants et politique des énergies renouvelables. Elle propose aussi des programmes d'été et des cours individuels.
Le Reykjavik Energy Graduate School of Sustainable Systems (REYST), situé à Reykjavik, propose également une maîtrise en sciences dans le domaine des énergies renouvelables. Cette institution a été créée en avril 2007 en vertu d'un accord entre Orkuveita Reykjavíkur, l'université d'Islande et l'université de Reykjavik.

## Électricité
En 2018, la production d'électricité atteignait 19 830 GWh, dont 13 814 GWh, soit 69,7 %, par les centrales hydroélectriques et 6 010 GWh, soit 30,3 %, par les centrales géothermiques ; l'éolien a produit 4 GWh.

### Géothermie

#### Histoire

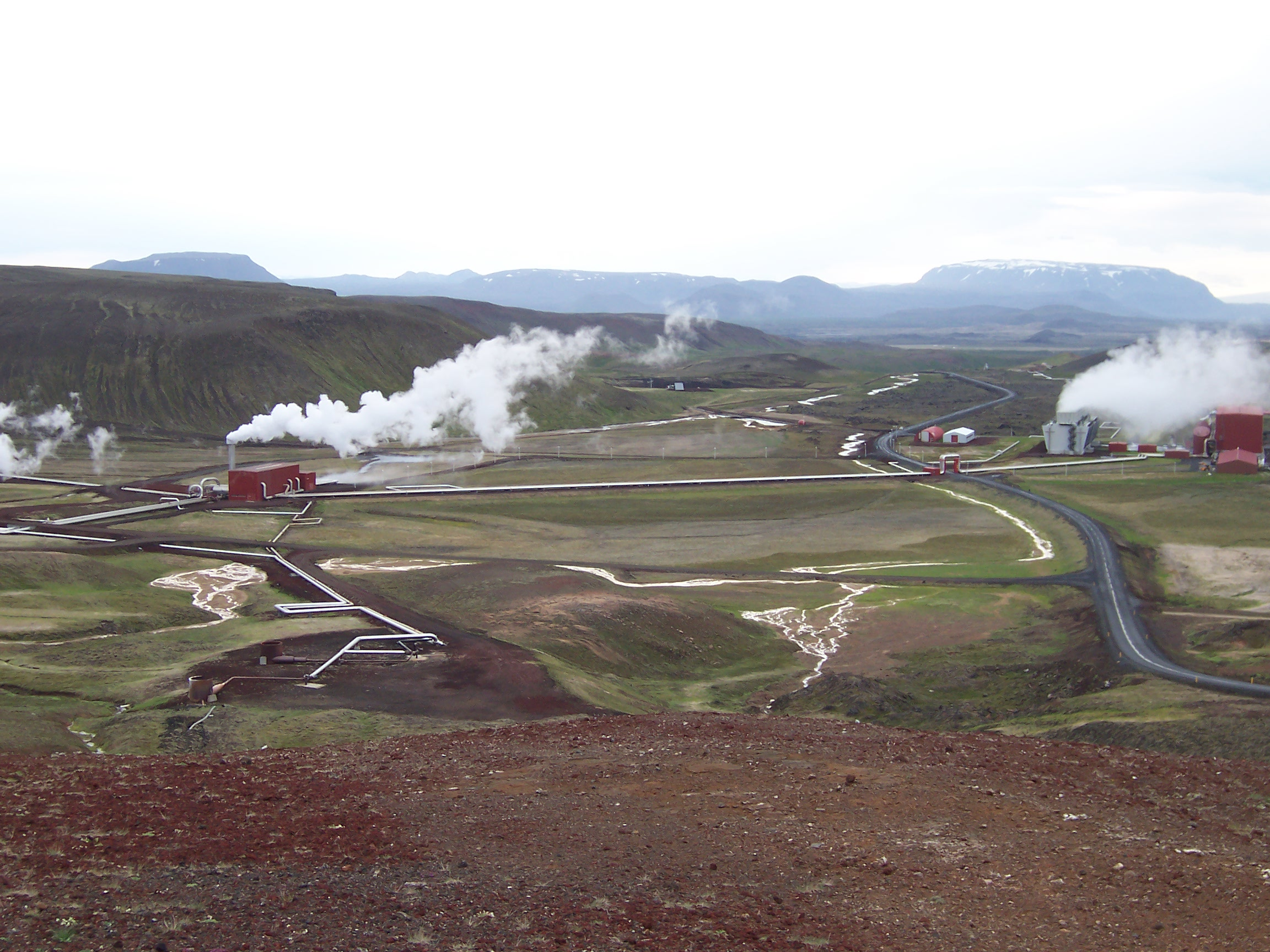
Centrale géothermique de Krafla

La première centrale exploitant l'énergie géothermique pour produire de l'électricité fut la centrale géothermique de Bjarnarflag, située dans le district de Mývatn. Elle fut construite en 1969 et avait une puissance de 3 MW d'électricité. Son succès amena la création quelques années plus tard de la centrale géothermique de Svartsengi, qui fut la première centrale géothermique au monde à combiner production d'électricité et d'eau chaude pour le chauffage urbain. La centrale avait alors une capacité électrique de 2 MW. Le premier projet de grande ampleur fut la centrale géothermique de Krafla, qui devait atteindre 60 MW. Malheureusement, une éruption intervient entre 1975 et 1984, causant de nombreux dommages aux puits de forage, et augmentant significativement le coût de construction. Cet épisode a provoqué une certaine méfiance envers la géothermie comme source d'électricité, ce qui, conjugué à la faible croissance de la demande énergétique à l'époque, entraîna un certain ralentissement du développement géothermique.
Dans les années 1990, de nombreuses industries consommatrices en énergie décidèrent de s'installer sur l'île, en particulier des usines de production d'aluminium et de ferrosilicium. Ces entreprises étaient attirées par les faibles prix de l'électricité islandaise, ainsi que par la faible pollution générée pour sa production. Ces développements industriels provoquèrent une importante hausse de la demande énergétique, la construction de nouvelles centrales géothermiques, ainsi que l'augmentation de la puissance des centrales existantes.

#### Principe de fonctionnement
La production d'électricité géothermique en Islande provient principalement d'une géothermie à haute énergie, c'est-à-dire à des températures supérieures à 150 °C. Des forages de profondeur dépassant fréquemment 1 000 m sont effectués dans le sol, la température augmentant avec la profondeur. Un mélange d'eau et de vapeur sous pression est ainsi acheminé des profondeurs vers la centrale. La vapeur est alors séparée de l'eau, et est utilisée pour actionner des turbines. Pour augmenter le rendement, la vapeur est condensée au niveau de la turbine, et ce poids supplémentaire va continuer à entraîner la rotation.
La production d'électricité dans ces centrales est souvent couplée à la production d'eau chaude, via un échangeur de chaleur. Ceci augmente aussi le rendement global de la centrale, en permettant l'utilisation de l'excès de chaleur.
Il existe cependant aussi une utilisation de la géothermie de moyenne énergie, comme dans une centrale à Húsavík. La centrale utilise en effet une source de 120 °C pour chauffer un mélange d'eau et d'ammoniac. Ce mélange ayant une température d'ébullition plus basse que l'eau, il peut entrer en ébullition à cette température et pression, actionnant ainsi les turbines.

#### Production actuelle
En 2018, la production d'électricité des centrales géothermiques islandaises atteignait 6 010 GWh, soit 30,3 % de la production totale d'électricité du pays.
Malgré sa petite taille, l'Islande possède plusieurs des plus grandes centrales géothermiques au monde. Par exemple, la centrale géothermique de Hellisheiði, avec une puissance de 213 MW, est la deuxième plus puissante au monde, et sa production devrait encore augmenter dans le futur. Les autres centrales importantes sont celles de Nesjavellir (120 MW), de Reykjanes (100 MW), de Svartsengi (75 MW) et de Krafla (60 MW). Les centrales de Svartsengi et Nesjavellir produisent à la fois de l'électricité et de l'eau chaude pour le chauffage.
Le gouvernement islandais pense qu'il y a encore de nombreuses sources inutilisées à travers le pays, correspondant à environ 20 TWh par an d'énergie. Combiné avec l'énergie hydroélectrique inexploitée, ce potentiel atteindrait 50 TWh d'énergie renouvelable supplémentaire par an.

### Transport
Le réseau des lignes à haute tension mesure 3 169 km et est entièrement détenu par Landsnet, séparée de Landsvirkjun en 2005. Le réseau est constitué de lignes à 66 kV, 132 kV et 220 kV, principalement aériennes.
L’Islande envisage en 2014 une ligne sous-marine de 1 000 km pour exporter l’hydroélectricité vers le Royaume-Uni.

### Utilisations
En 2016, seulement 4,9 % de l'électricité consommée en Islande est destinée à la consommation des ménages ; les services consomment 7,3 %, l'agriculture 1,4 % et la pêche 0,3 % ; la majeure partie de l'électricité (85,8 %) est destinée à l'industrie, en particulier aux industries électro-intensives : métaux non-ferreux 75,5 %, aciéries 6 %, industrie agro-alimentaire 2,8 %. La principale de ces industries est l'industrie de l'aluminium, avec environ 850 000 tonnes produites en 2009, ce qui fait de l'Islande le premier producteur mondial d'aluminium par habitant. En seconde position vient l'industrie du ferrosilicium, avec 113 000 tonnes. Ces deux industries sont très consommatrices en électricité, car la production de l'aluminium et des ferrosilicium nécessitent la réduction très endothermique d'un oxyde, respectivement l'alumine et le dioxyde de silicium.
Bien que ces deux secteurs soient de loin les plus développés sur l'île en 2010, de nouvelles utilisations se développent. En particulier, l'Islande envisage d'accueillir des grappes de serveurs, très consommatrices d'énergie, en particulier pour la climatisation qui leur est associée. Le climat de l'Islande ainsi que son abondance en sources d'énergie propre garantissent un impact environnemental fortement réduit. En revanche, l'instabilité géologique de l'île fait craindre une perte des données.

## Chauffage
Le principal usage de l'énergie géothermique est le chauffage, la chaleur étant distribuée aux bâtiments grâce à un important réseau de chaleur.

### Histoire

#### Le chauffage en Islande: un problème majeur

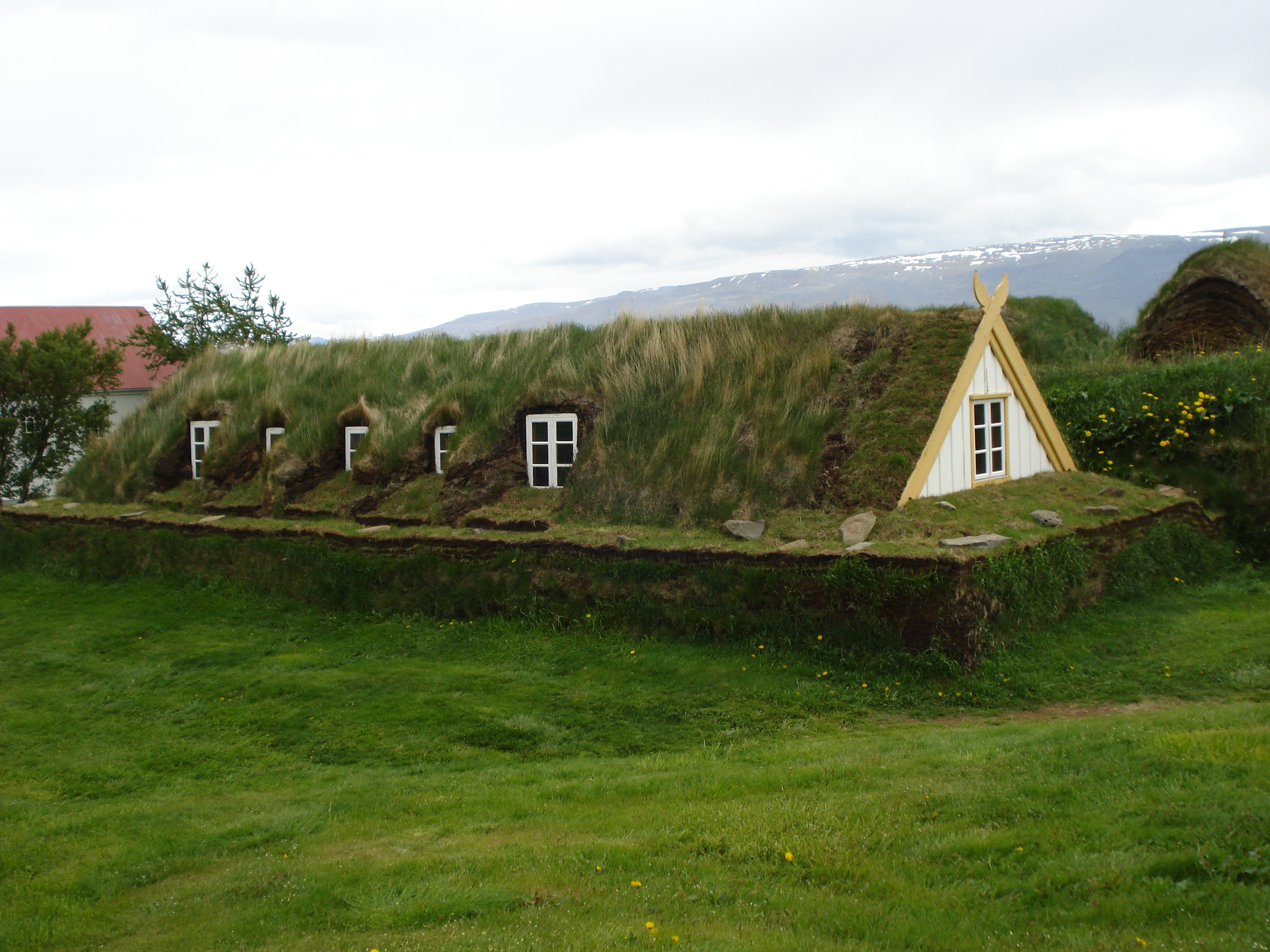
L'utilisation de la tourbe permettait une bonne isolation thermique des bâtiments

Le climat relativement froid de l'Islande entraîne un besoin important de chauffage. Dans le passé, les Islandais faisaient du feu sur le sol de leur maison. Il y avait souvent une ouverture dans le toit qui permettait à la fumée de sortir et à la lumière de rentrer. Mais, le bois se faisant rare, les gens les plus pauvres devaient souvent se contenter de la chaleur animale. La tourbe ainsi que les algues étaient utilisées comme combustibles. Dans la deuxième moitié du XIXe siècle, le poêle devint plus commun, et à la fin du siècle, le chauffage central, avec de l'eau chaude circulant dans toute la maison, se répandit.
L'importation de charbon pour le chauffage commença vers 1870 et fut le principal mode de chauffage entre le début du XXe siècle et la fin de la Seconde Guerre mondiale, où il fut peu à peu remplacé par le pétrole.

#### Premiers développement du chauffage géothermique
Cependant, en parallèle, le développement de la géothermie commença. Depuis la colonisation de l'Islande, les Islandais utilisaient leurs sources chaudes pour le bain ou le lavage de vêtements. La première utilisation de la géothermie pour le chauffage n'apparut qu'en 1907, lorsqu'un fermier construisit un tuyau en béton acheminant la vapeur d'eau entre une source chaude et sa maison. En 1930, la première canalisation fut construite à Reykjavik et fut utilisée pour chauffer deux écoles, 60 maisons et le principal hôpital de la capitale. Cette canalisation de 3 km provenait d'une des sources chaudes situées à l'extérieur de la ville. En 1943, la première entreprise chargée du réseau de chaleur est créée. Une canalisation de 18 km est connectée en 1945 à plus de 2 850 habitations de Reykjavik, qui comptait alors seulement 44 000 habitants.
Dans les années 1940, plusieurs autres communautés du pays emboîtèrent le pas et créèrent leurs propres réseaux de chaleur. Par ailleurs, les bâtiments communautaires étaient alors souvent construits à proximité de sources chaudes. Les chocs pétroliers des années 1970 amenèrent le pays à abandonner complètement le chauffage au fioul pour la géothermie.

### Production et distribution
La production de chaleur destinée au chauffage urbain atteignait 32 474 TJ en 2018, dont 97 % produites par géothermie. Cette chaleur couvrait 21,7 % de la consommation finale d'énergie en 2017 (644 ktep sur 2 969 ktep).
Contrairement à l'électricité, la production et la distribution de chaleur géothermique sont réparties entre de nombreuses entreprises. Ainsi, en 2010, il existe 22 entreprises publiques ou détenues par des municipalités qui opèrent 62 réseaux de chaleur séparés. La principale de ces compagnies est Orkuveita Reykjavíkur, servant Reykjavik et les municipalités alentour, qui regroupent près des deux tiers des habitants de l'Islande. Parmi les autres entreprises d'importance, on peut noter aussi Hitaveita Suðurnesja, opérant dans la région de Suðurnes.
Hormis quelques sources de hautes températures, utilisées par exemple dans des centrales à cogénération, telles que celles de Svartsengi, de Nesjavellir et d'Hellisheiði, la plupart des sources utilisées pour le chauffage sont des sources à basses températures, c'est-à-dire de température inférieure à 150 °C. Alors que ces premières sont distribuées uniquement le long de la principale zone d'activité volcanique, les sources à basses températures sont disséminées partout dans le pays, ce qui est essentiel, du fait de l'impossibilité de transporter l'eau chaude sur de longues distances du fait des pertes thermiques.

### Utilisations

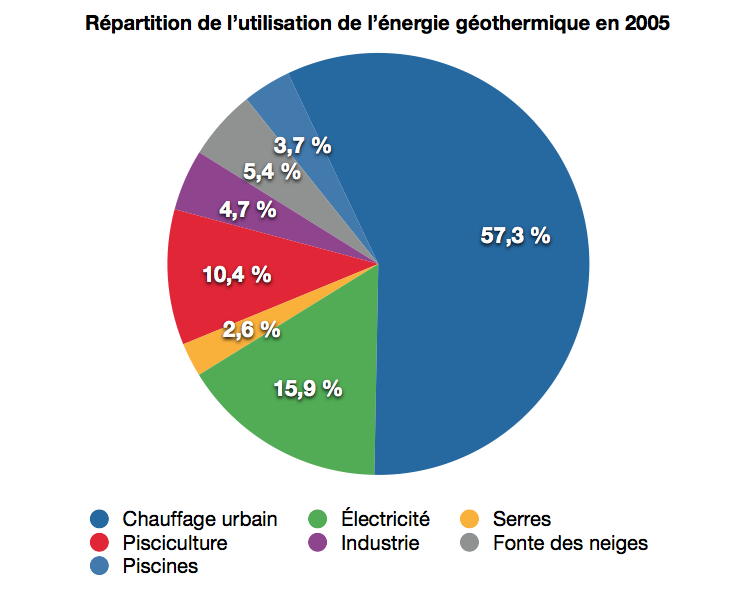
Répartition de l'utilisation de l'énergie géothermique en Islande en 2005

La consommation de chaleur via le chauffage urbain atteignait 26 946 TJ en 2017, dont 52,4 % dans le secteur résidentiel, 38,3 % dans le commerce et les services, 1,6 % dans l'agriculture et 6,3 % dans la pêche.
L'abondance de ressources géothermiques a conduit le pays à attirer des industries à forte consommation énergétique sur son territoire, de telle sorte que ces industries représentent 79,2 % de la consommation électrique en 2018 (aluminium : 67,1 %, ferrosilicium : 5,3 %, laminage d'aluminium 3,1 %, datacenters : 3,4 %).
En 2006, la géothermie fournit la chaleur à 89 % des habitations en Islande. En 2005, cette utilisation représentait 57,4 % de la consommation de l'énergie géothermique.
Mais la chaleur produite par la géothermie a aussi de nombreuses utilisations secondaires. Le chauffage des serres est l'une des plus anciennes. Elle commença en 1924, et se développa ensuite, particulièrement au sud de l'île. La ville de Hveragerði tient par exemple son nom, qui signifie en islandais « jardins chauds », de cette activité. Alliée à l'éclairage électrique, la géothermie rend possible en Islande la culture de tomates, concombres, poivrons, etc., mais aussi de fleurs et de diverses plantes ornementales. Cette utilisation représentait en 2005 2,6 % de l'énergie géothermique. La chaleur géothermique est parfois aussi utilisée pour chauffer le sol pour les cultures en plein-air.
Une autre importante utilisation de la géothermie est le chauffage des bassins piscicoles, représentant en 2005 plus de 10 % de l'utilisation de l'énergie géothermique. L'industrie était responsable la même année de 4,7 % de l'utilisation, pour le séchage du poisson et des algues par exemple. En effet, du fait du climat de l'Islande, le séchage en intérieur est parfois préférable. Enfin, 5,4 % était utilisé pour faire fondre la neige sur le sol des villes, principalement Reykjavik, et les nombreuses piscines islandaises, souvent à ciel ouvert, consomment les derniers 3,7 % de cette énergie.

## Transports
La quasi-totalité des transports islandais tire son énergie des produits pétroliers. L'Islande ne possède en effet pas de réseau de chemin de fer, à part des réseaux provisoires comme lors du chantier de la centrale de Kárahnjúka. Le pétrole représente à la fois la principale énergie non renouvelable utilisée en Islande et la principale source d'énergie importée. Ainsi, 1 027,6 GWh de pétrole ont été consommées en Islande en 2018, dont 29,8 % par le transport routier, 1,3 % par les transports maritimes locaux, 7,4 % par les transports maritimes internationaux, 13,2 % par les pêcheurs locaux, 3,5 % par la pêche internationale, 41,4 % par l'aviation, 3,1 % par la construction et 0,9 % par l'industrie ; par rapport à 1990, la consommation des transports routiers a progressé de 86 % ; celle des transports maritimes de 79 % et celle de l'aviation de 434 % ; celle de la pêche a baissé de 17 %.

### Histoire
Dans les années 1970, alors que le monde subissait le premier choc pétrolier, un professeur islandais, Bragi Arnason, a été le premier à proposer l'utilisation de l'hydrogène comme carburant en Islande, une idée considérée irréalisable à l'époque. Cependant, en 1998, le parlement islandais lance le projet de propulser d'ici 2050 les véhicules et bateaux de pêche grâce à l'hydrogène produit à partir des énergies renouvelables islandaises,. Cette décision conduit un an plus tard à la création de Icelandic New Energy, chargé de mener à bien ce projet.
L'Islande est un endroit idéal pour tester la viabilité de l'hydrogène comme source d'énergie. En effet, c'est un petit pays d'environ 300 000 habitants, dont plus de 60 % vivent dans la capitale, Reykjavik. Cette relativement petite échelle facilite la transition du pays vers une économie hydrogène. De plus, il existe encore d'importantes sources d'énergies renouvelables non exploitées qui pourraient permettre une production propre d'hydrogène. En 2002, le pays produisait 2 000 tonnes d'hydrogène par électrolyse, principalement destinées à la production d'ammoniac.

### Projets de démonstration

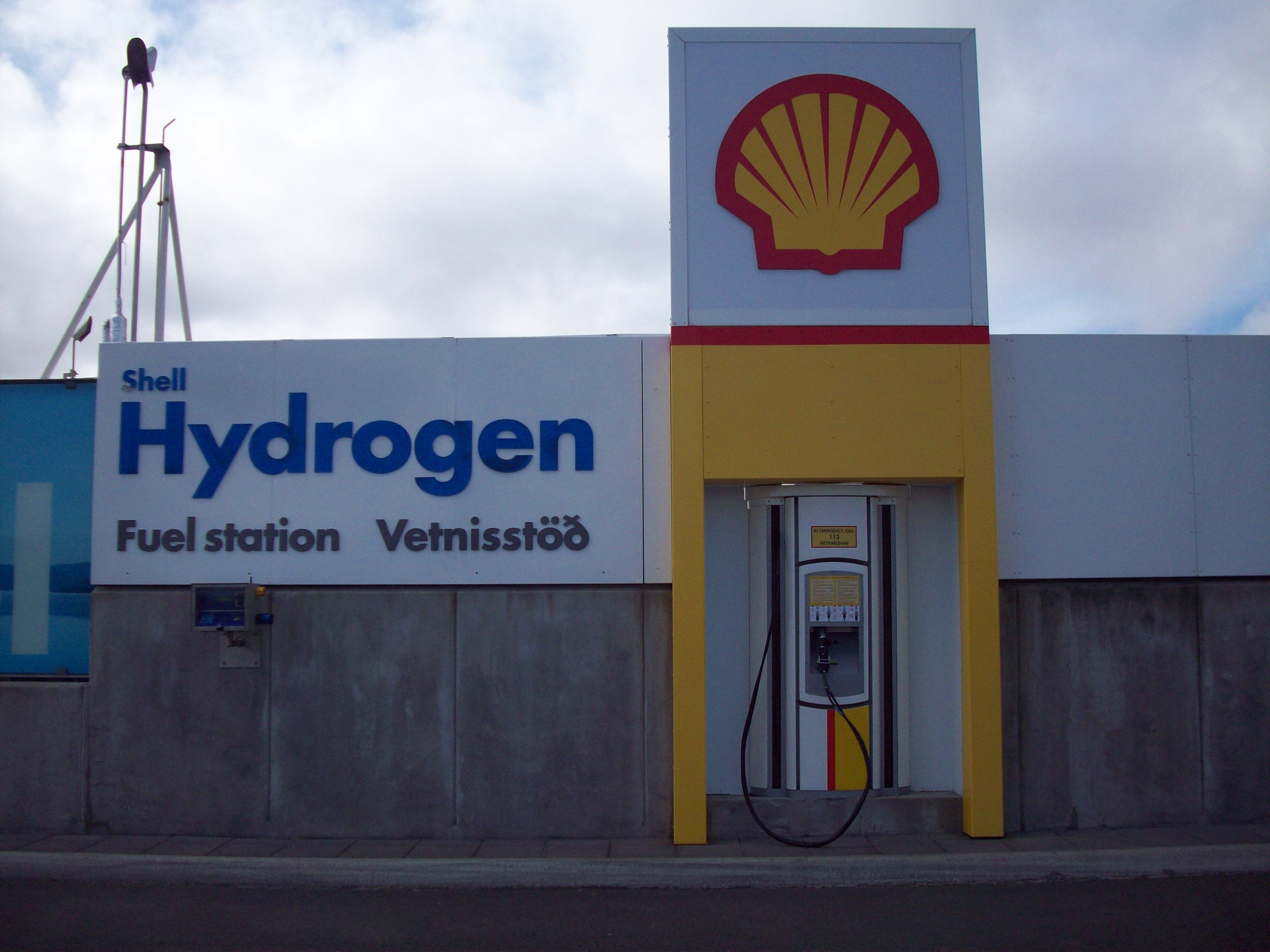
Station-service à hydrogène à Reykjavik

Icelandic New Energy a mené plusieurs projets de démonstration sur l'île, visant à vérifier la possibilité de mettre en place une économie hydrogène dans le pays.
Le premier en date est le projet ECTOS (Ecological City Transport System : système de transport urbain écologique), mené entre 2001 et 2005. Ce projet consistait en l'utilisation de trois bus à hydrogène dans Reykjavik, ainsi qu'en la création d'une station-service. Plusieurs entreprises internationales ont contribué au projet, dont Daimler Chrysler qui a produit les bus et Shell qui a construit la station-service. La Communauté européenne sponsorisa le projet dans le cadre de son cinquième programme-cadre.
La station-service, première de ce genre en Islande, ouvrit en 2003 dans la capitale. L'hydrogène était produit sur le site pour éviter les problèmes liés à son transport, grâce à un procédé d'électrolyse de l'eau. Toute l'énergie nécessaire à cette réaction provient de l'énergie renouvelable du pays, ce qui garantit aucune émission de CO2 dans tout le cycle de l'énergie.
Durant le projet, les chercheurs ont étudié l'efficacité de l'utilisation de l'hydrogène comme vecteur énergétique. Les questions entourant la sécurité et les précautions nécessaires lors de la distribution et l'utilisation de l'hydrogène, qui est très explosif, ont particulièrement retenu l'attention des chercheurs.
Le projet fut considéré comme un vrai succès, et, en janvier 2006, il fut décidé de continuer de tester les bus dans le cadre du projet HyFLEET:CUTE, qui regroupait 10 villes d'Europe, de Chine et d'Australie, et était à nouveau sponsorisé par l'Union européenne dans le cadre de son sixième programme-cadre. Ce projet analysait les effets au long terme de l'utilisation des bus, les bus étant utilisés durant des périodes plus longues, et la durabilité des piles à combustible était comparée à celle des moteurs à combustion, qui théoriquement durent plus longtemps. Le projet comparait aussi l'efficacité énergétique des bus du projet ECTOS avec de nouveaux bus, de différentes marques, censés être plus efficaces. Le projet a pris fin en janvier 2007.

### Situation actuelle
Du fait de son électricité décarbonée, l'Islande est un marché idéal pour les véhicules électriques. En 2019, la part de marché des véhicules électrifiés (hybrides rechargeables et électriques purs) a atteint 25 %, après 19 % en 2018 et 14 % en 2017.
La mise en place d'une économie hydrogène en Islande n'en est encore qu'aux prémices et la crise financière de 2008 ne fait que ralentir le processus. Suivant les recommandations de Bragi Arnason, l'Islande teste à partir de 2007 l'utilisation d'hydrogène pour les véhicules individuels et les navires dans le cadre du projet SMART-H2, se poursuivant jusqu'en 2011.

## Impact environnemental

### Émissions de gaz à effet de serre
L'utilisation intensive des énergies renouvelables a permis à l'Islande d'éviter la production de dioxyde de carbone et d'autres gaz à effet de serre au niveau du chauffage des logements : le passage du chauffage basé sur les combustibles fossiles à un chauffage basé sur la géothermie a permis à l'Islande d'économiser au total 8,2 milliards de dollars entre 1970 et 2000 et de réduire ses émissions de CO2 de 37 pour cent. La quantité de pétrole qui aurait été nécessaire pour chauffer les habitations islandaises en 2003 est estimée à 646 000 tonnes.
Cependant, la politique économique du gouvernement islandais, qui consiste à attirer dans le pays des industries fortement consommatrices d'énergie, comme la production d'aluminium primaire, a eu plusieurs conséquences, dont une hausse des émissions. À elle seule, l'usine d'aluminium de Norðurál près d'Akranes a contribué à augmenter de 11 % les émissions islandaises.
La situation énergétique spéciale de l'Islande lui a valu un traitement particulier dans le cadre du protocole de Kyōto, surnommée la « clause islandaise ». En effet, le traité fixe l'année 1990 comme année de référence pour la diminution des émissions de gaz à effet de serre. Or à cette date, l'Islande avait déjà fortement réduit ses émissions grâce au développement des énergies renouvelables, laissant moins de marge de manœuvre pour une nouvelle diminution. De plus, lorsqu'une usine à forte consommation s'installe en Islande, elle génère moins de pollution que si elle s'était installée dans un pays où l'électricité est produite à partir d'énergies fossiles, ce qui est le cas de la plupart des pays du monde. Ainsi, si à une échelle locale cela conduit à une augmentation des émissions, cela conduit à une échelle globale à une diminution. Les termes de cette « clause » permettent à l'Islande d'augmenter ses émissions de gaz à effet de serre de 10 pour cent par rapport à 1990, alors que la plupart des pays doivent les diminuer d'au moins 5 % ; les industries à forte consommation énergétique sont autorisées à émettre 1,6 million de tonnes d'équivalent CO2 annuellement.
Les émissions de CO2 liées à l'énergie en Islande sont passées de 1,4 Mt en 1971 à 1,9 Mt en 1990 et à 2,2 Mt en 2017, en légère progression de 14,6 % sur 27 ans, alors que celles de l'Union européenne baissaient de 20,3 %.
Ces émissions provenaient surtout de l'utilisation des produits pétroliers : 1,7 Mt, en progression de 7 % depuis 1990 et du charbon : 0,4 Mt, en progression de 59 %.
Par habitant, l'Islande émettait 6,34 tonnes de CO2 en 2017 (émissions de CO2 liées à l'énergie), niveau légèrement supérieur à la moyenne de l'Union européenne (6,26 t/hab) ; l'Allemagne émettait 8,70 tonnes/hab, la France 4,57 t/hab, les États-Unis 14,61 t/hab et la Chine 6,67 t/hab. Ces émissions ont baissé de 14,8 % depuis 1990 en Islande, de 25,6 % dans l'Union européenne, de 23 % en France et de 26,6 % en Allemagne.
L'Agence internationale de l’énergie fournit la répartition de l'ensemble des émissions de CO2 liées à l'énergie par secteur de consommation (après ré-allocation des émissions de la production d'électricité et de chaleur aux secteurs de consommation) : pour l'Islande, en 2017 : industrie et construction : 0,6 Mt ; transport : 1,0 Mt ; résidentiel (ménages) : 0 ; tertiaire : 0.
Ces données confirment que l'Islande n'est quasiment pas émettrice de CO2 au niveau des logements ; par contre, son industrie et surtout ses transports sont loin d'être exemplaires.

### Impact écologique des centrales
Bien que n'émettant pas ou peu de pollution, les centrales hydroélectriques et géothermiques ont un certain impact écologique.
Les centrales géothermiques ont globalement un impact très local, ce qui leur permettent d'être mieux acceptées par l'opinion publique. Les principales limitations quant à leurs emplacements sont qu'elles ne doivent pas être construites sur un site touristique important, comme Geysir.
En revanche, les centrales hydroélectriques ont un impact plus important. En effet, la présence fréquente d'un barrage créant une retenue d'eau provoque l'inondation d'une surface pouvant être très importante. La plupart de ces installations étant dans les Hautes Terres d'Islande, désertes, il n'y a aucun déplacement humain. En revanche, ceci peut affecter certaines espèces animales. Ainsi, le barrage de Kárahnjúka a provoqué l'inondation de 5 700 ha, qui faisaient partie du territoire des rares rennes du pays, ainsi que de nombreuses oies à bec court.
De plus, ce barrage peut perturber la faune de la rivière en créant une fragmentation écopaysagère. C'est en particulier le cas pour le saumon, qui fait partie de la richesse de certaines rivières islandaises. Cet inconvénient peut être partiellement évité par la création d'échelles à poissons, comme c'est le cas par exemple sur le fleuve Laxá. Enfin, les barrages peuvent entraîner des modifications hydrauliques. Par exemple, le barrage de Kárahnjúka détourne l'eau de la Jökulsá á Brú vers la Jökulsá í Fljótsdal, ce qui conduit à un assèchement partiel de cette première.
Les polémiques au sujet de l'impact écologique sont devenues particulièrement fortes lors de la construction du barrage de Kárahnjúka, qui est la plus grande centrale électrique d'Islande. Les critiques envers les projets hydroélectriques sont d'autant plus importantes que la plupart de l'électricité est vendue à bas prix à des industriels étrangers, ce qui est perçu comme un « bradage de leur pays ».